# Mathias Purulich
Mathias Purulich fue un jesuita nacido en Agram, Croacia, en 2 de febrero de 1726 y fallecido en Graz en 16 de abril de 1768.
El P.Petau o Petavio ha patentizado muchas faltas cronológicas de Beda, y el jesuíta Purulich, en una disertación impresa en Toruan en Hungría, ha refutado solidamente su opinión relativa al nacimiento de Jesucristo (cita del Diccionario histórico o biografía universal compendiada, Barcelona: Narciso Oliva, 1830)

## Biografía
Mathias, nacido en la ciudad de Agram, fue admitido en el noviciado de Viena en el año 1742, donde profesó la gramática y las humanidades.
Posteriormente, Mathias enseñó en su ciudad natal la filosofía y la teología dogmática, y luego, en la ciudad de Graz, desempeñó la cátedra de controversia y Sagradas Escrituras.
Elek Horanyi autor de Memoria Hungarorum et provincialium scriptis, imprimió sus obras en 1777, y dejó escrito que Mathias era un autor de disertaciones eruditas (la obra de Horanyi aparece citada en Acta Litteraria Academiae Scientarium Hungaricae, Academia Kiadó, 1986; The rhetorics of life-writing in early modern Europe:.., de T.F. Mayer, 1995, y en otras).

## Obras
- Dissertatio de paschate ultimo Christi, 1718.
- Sermo panegyribus B.V. Mariae..., Viena, 1754.
- Otras